# 西川美穂子
西川 美穂子（にしかわ みほこ、1976年 - ）は、日本のキュレーター。東京都現代美術館学芸員。

## 経歴
慶應義塾大学大学院文学研究科美学美術史学専攻を修了。2004年に東京都現代美術館学芸員となる。
2021年、第32回倫雅美術奨励賞を受賞。
2025年4月から東京都美術館学芸員。

## 展示企画
- 「MOTアニュアル2022 私の正しさは誰かの悲しみあるいは憎しみ」（東京都現代美術館、2022年）
- 「Viva Video! 久保田成子展」（東京都現代美術館、2021–22年）※新潟県立美術館・国立国際美術館との共同企画
- 「フルクサス・イン・ジャパン2014」（東京都現代美術館、2014年）
- 「MOTアニュアル2012 Making Situations, Editing Landscapes 風が吹けば桶屋が儲かる」（東京都現代美術館、2012年）
- 「靉嘔  たたび虹のかなたに」（東京都現代美術館、2012年）
- 「MOTアニュアル2008 解きほぐすとき」（東京都現代美術館、2008年）